# Méguétan
Méguétan est une commune rurale malienne de l'arrondissement central de Koulikoro, dans le cercle de Koulikoro, et la région de Koulikoro, elle a pour chef-lieu la localité de Gouni.

## Géographie
La commune s'étend sur les deux rives du fleuve Niger, elle est limitrophe de 10 communes maliennes, la ville de Koulikoro est enclavée dans le territoire communal.
| Yélékébougou             | Koula          | Sirakorola, Tougouni |
| Safo                     | Méguétan       | Dinandougou          |
| N'Gabacoro, Moribabougou | Baguinéda-Camp | Zan Coulibaly        |
| Enclave : Koulikoro      |                |                      |

## Villages
La commune s'étend sur 25 localités relevées lors du recensement général de 2009. 
Les villages les plus peuplés sont :
- Massala (3 045 habitants) ;
- Gouni (2 292 habitants) ;
- Fégoun (2 175 habitants).